# Robert Pine
Robert Pine (Scarsdale, (Westchester County) 10 juli 1941) is een Amerikaans acteur. Hij is gehuwd met actrice Gwynne Gilford. Ze hebben twee kinderen, actrice Katie Pine en acteur Chris Pine die onder meer bekend is van zijn rol als James T. Kirk in Star Trek XI.

## Carrière
Pine speelde van 1977 tot 1983 de rol van Sgt. Joe Getraer in de televisieserie CHiPs. Hij acteerde in de soaps Days of our Lives en The Bold and the Beautiful. In 1996 was hij te zien in de film Independence Day en in 2005 in de film Red Eye. Hij had gastrollen in onder meer Bonanza, Mannix, Charlie's Angels, Murder, She Wrote (meerdere malen), The Love Boat, Family Ties, Knight Rider, Dallas, Dynasty, MacGyver, Quantum Leap, Six Feet Under, Cold Case en Star Trek: Voyager. In 1998 hernam hij de rol van Joe Getraer in de film CHiPs '99. In 2008 speelde hij de rol van Captain Wentworth in de film Lakeview Terrace met in de hoofdrol Samuel L. Jackson.